# Behind the Sun (Alexander Klaws)
Behind the sun è una canzone pop incisa nel 2004 dal cantante tedesco Alexander Klaws alias Alexander e facente parte dell'album Here I Am. Autore del brano è Dieter Bohlen, produttore anche del singolo.
Il brano è stato registrato presso il Bohlen O2 Studio.
Il singolo, pubblicato su etichetta Sony/Hansa Records,  raggiunse il secondo posto delle classifiche in Germania

## Testo
(Behind The Sun (2004))
Si tratta di una canzone d'amore: un uomo dice una donna di amarla e di voler essere il suo ragazzo, di voler proteggerla, ecc. e che lei lo fa sentire al settimo cielo, perché "l'amore è il più grande regalo che ci sia".

## Tracce

### CD maxi[2][4]
1. Behind The Sun (Radio Edit) 4:05
2. Behind The Sun (Classic Mix) 4:01
3. Behind The Sun (Guitar Mix) 4:00
4. Behind The Sun (Radio Instrumental) 3:59

## Video musicale
Il video musicale, è ambientato in un deserto degli Stati Uniti ed Alexander Klaws viene frequentemente ripreso in cima ad un promontorio. Nel video compare anche un pellerossa, che getta una medaglia in un fiume, poi raccolta dal cantante.

## Classifiche
| Paese    | Posizione massima | Nr. di settimane |
| -------- | ----------------- | ---------------- |
| Austria  | 15                | 10               |
| Germania | 2                 | 9                |
| Svizzera | 18                | 6                |